# Nesomedon quadratus
Nesomedon quadratus är en skalbaggsart som beskrevs av Sharp 1908. Nesomedon quadratus ingår i släktet Nesomedon och familjen kortvingar. Inga underarter finns listade i Catalogue of Life.